# Пабайскас
Пабайскас (лит. Pabaiskas, традиційна білоруська назва — Пабойськ) — містечко Укмергського району Вільнюського повіту Литви. Розташоване на річці Жирная, за 6 км на південь від Укмерге. Населення на 2011 рік — 234 людини.

## Історія

### Велике Князівство Литовське
Перша письмова згадка про Пабойськ датується 1 вересня 1435 року, коли тут відбулася битва між військами Сигізмунда Кейстутовича і Свидригайла Ольгердовича. В цей час він входив до складу Віленського повіту Віленського воєводства.
У 1436 році в Пабойську був побудований костел.

### Під владою Російської імперії
У результаті третього поділу Речі Посполитої в 1795 році Пабойськ опинився у складі Російської імперії, в Вількомирському повіті Віленської губернії.
На 1859 рік у Пабойську було 12 будівель.

### Новітній час
Після польсько-литовської війни і підписання угоди між міжвоєнною Польської Республікою і Литвою в 1919 році Пабойськ опинився у складі Литви. У часи Другої світової війни з червня 1941 до 1944 року містечко перебувало під окупацією Третього Рейху.

## Населення

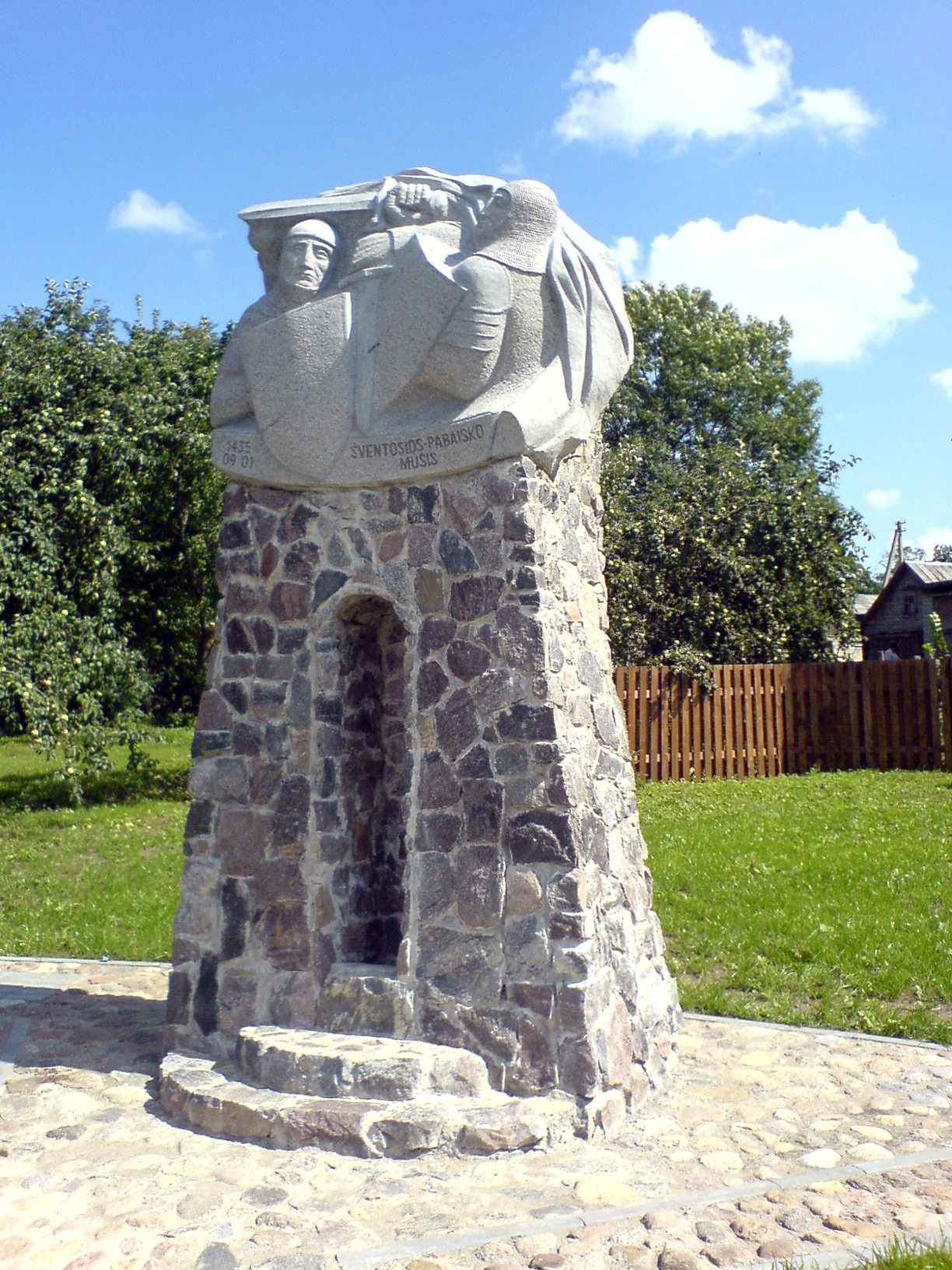
Пам'ятник на місці битви під Вількомиром

| Динаміка населення з 1868 по 2011                                                            |       |      |          |          |          |
| 1868*                                                                                        | 1898* | 1902 | 1923пер. | 1959пер. | 1970пер. |
| 129                                                                                          | 150   | 160  | 166      | 189      | 209      |
| 1979пер.                                                                                     | 1980  | 1986 | 1989пер. | 2001пер. | 2011пер. |
| 265                                                                                          | 265   | 299  | 284      | 249      | 234      |
| - * за роком видання енциклопедії. Рік, за який наведені дані в енциклопедії, не вказується. |       |      |          |          |          |
| Гістограма динаміки населення                                                                |       |      |          |          |          |

## Пам'ятки
- Костел Пресвятої Трійці (1836)
- Пам'ятник на місці битви під Вількомиром